# Mimetes palustris
Mimetes palustris är en tvåhjärtbladig växtart som beskrevs av Joseph Knight. Mimetes palustris ingår i släktet Mimetes och familjen Proteaceae. Inga underarter finns listade i Catalogue of Life.